# 義馬市
義馬市（ぎば-し）は中華人民共和国河南省三門峡市に位置する県級市。

## 行政区画
- 街道:千秋路街道、朝陽路街道、新義街街道、常村路街道、泰山路街道、新区街道、東区街道